# Stutter (chanson de Maroon 5)
Pour les articles homonymes, voir Stutter.
Pistes de Hands All Over
Give a Little More Don't Know Nothing
Stutter est une chanson du groupe Maroon 5 extraite de leur troisième album Hands All Over.
Dans cette chanson, Adam Levine fait un éloge de la beauté féminine la décrivant comme presque surnaturelle. Il parle du superficiel chez les femmes, de leur maquillage, leur habits et dit que ces femmes le rendent fou et le font bégayer (To stutter signifie bégayer en anglais).